# Bogdan Borčić

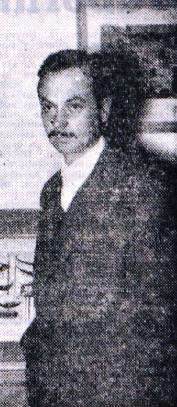
Bogdan Borčić (1959)

Bogdan Borčić (geboren 26. September 1926 in Ljubljana, Königreich Jugoslawien; gestorben 24. April 2014 in Ljubljana, Slowenien) war ein slowenischer Maler und Grafiker.

## Leben
Bogdan Borčić war Sohn einer slowenischen Mutter und eines kroatischen Vaters, er wuchs in Ljubljana auf. Nach der deutschen Eroberung Jugoslawiens 1941 schloss er sich als 15-Jähriger einer Widerstandsgruppe an und fabrizierte Flugblätter. Er wurde verhaftet, kam in den Jugendarrest und wurde am 10. August 1944 in das Konzentrationslager Dachau verschleppt. Dort erkrankte er an einer Blinddarmentzündung und überlebte nur knapp. Anschließend wurde er in Arbeitskommandos eingesetzt, zuletzt im Bekleidungslager. Er wurde zeitweise in einem Stehbunker gefoltert. Im Konzentrationslager illustrierte Borčić eine illegale slowenische Lagerzeitung. Er erlebte schließlich die Befreiung durch die US-Armee.
Ab 1945 studierte er bei Gojmir Anton Kos Malerei an der Kunstakademie Ljubljana und nahm nach dem Diplom im Jahr 1950 noch Unterricht bei Gabrijel Stupica, 1958/59 studierte er bei Johnny Friedlaender in Paris. Borčić etablierte sich als Künstler und verlegte sich insbesondere auf die Grafik. Von 1969 bis 1984 lehrte er an der Kunstakademie in Ljubljana, an der er 1976 eine Professur für Grafik erhielt. Ab 1980 wohnte er in Slovenj Gradec. Im Jahr 1965 erhielt er den Prešeren-Preis und erneut 2005 für sein Lebenswerk, 1982 den Jakopič-Preis. 2004 kehrte er erstmals nach Dachau zurück, wo eine Ausstellung seiner Bilder organisiert wurde.